# Red Sparrow
Red Sparrow is een Amerikaanse spionagefilm uit 2018, geregisseerd door Francis Lawrence en gebaseerd op het gelijknamige boek van Jason Matthews.

## Verhaal
Dominika Egorova, een succesvolle ballerina die noodgedwongen haar carrière moet opgeven, wordt gerekruteerd door de hedendaagse Russische geheime dienst SVR, die haar naar Staatsschool 4 sturen. Hier wordt ze opgeleid tot "Sparrow". Ze krijgt de opdracht informatie in te winnen over de Amerikaanse inlichtingendiensten via CIA-agent Nathaniel Nash. Maar het wordt moeilijker wanneer de CIA probeert om van Egorova een dubbelagente te maken.

## Rolverdeling
| Acteur               | Personage                                                  |
| -------------------- | ---------------------------------------------------------- |
| Jennifer Lawrence    | Dominika Egorova (DIVA) / Katya                            |
| Joel Edgerton        | CIA-agent Nathaniel Nash                                   |
| Matthias Schoenaerts | Adjunct-directeur Ivan Dimitrevich Egorov (Dominika's oom) |
| Charlotte Rampling   | de "Matrones"                                              |
| Mary-Louise Parker   | Stafchef Stephanie Boucher (SWAN)                          |
| Ciarán Hinds         | Directeur Alexei Ivanovich Zakharov                        |
| Joely Richardson     | Nina Egorova, Dominika's moeder                            |
| Bill Camp            | Marty Gable                                                |
| Jeremy Irons         | Generaal Vladimir Andreievich Korchnoi (MARBLE)            |
| Thekla Reuten        | Marta Yelenova                                             |
| Douglas Hodge        | Kolonel Maxim Volontov                                     |
| Sakina Jaffrey       | Trish Forsyth                                              |
| Sergei Polunin       | Konstantin                                                 |
| Sasha Frolova        | Anya                                                       |
| Sebastian Hülk       | Sergei Matorin                                             |
| Nicole O'Neill       | Sonya                                                      |
| Kristof Konrad       | Dimitri Ustinov                                            |
| Hugh Quarshie        | Simon Benford                                              |

## Achtergrond
De filmopnamen gingen van start op 5 januari 2017 in Boedapest en Dunaújváros in Hongarije. Er werd ook gefilmd in Festetics Mansion in Dég, Hongarije, Bratislava, Slowakije, en Wenen, Oostenrijk. Op 3 mei 2017 werd Jennifer Lawrence gespot bij filmopnamen in London Heathrow Airport. De eerste filmtrailer werd op 14 september 2017 vrijgegeven.

## Ontvangst

### Critici
Op Rotten Tomatoes behaalt de film een Rotten rating van 51%, gebaseerd op 164 recensies met een gemiddelde van 5,6/10.
Metacritic komt op een score van 54/100, gebaseerd op 45 recensies.

### Publieksreactie
Op CinemaScore, die zijn rating baseert op enquêtes die de site afneemt aan bioscopen en zo garandeert dat de bevraagden de film daadwerkelijk gezien hebben, behaalt de film een B rating.